# Walkmühle (Mainbernheim)
Die Walkmühle (auch Neumühle, Grabenmühle, Hautschenmühle, Adresse Walkmühlenweg 2, früher Hausnummer 146) ist eine ehemalige Getreide- und Walkmühle im unterfränkischen Mainbernheim. Die Wassermühle liegt am Sickersbach im Süden der Stadt und war zeitweise ein eigenständiger Gemeindeteil Mainbernheims.

## Geschichte
Die Mühle wurde im Jahr 1702 durch Jeremias Brand in der Nähe des Mainbernheimer Stadtgrabens errichtet. Sie wurde zunächst Neumühle genannt, verlor aber diese Bezeichnung, als weiter flussabwärts eine weitere neue Mühle entstand. Die Mühle war Kundenmühle für Mainbernheim und Michelfeld. Die Besitzer wechselten häufig: Bereits 1705 ist Stefan Steinacher in der Mühle nachweisbar, noch im gleichen Jahr gelangte Christoph Ludwig Brehm an die Anlage. Für 600 Gulden erwarb Johann Michael Krauß aus Rüdenhausen im Jahr 1712 die Mühle. 
Im Jahr 1715 richtete man einen Gerbgang ein, wandelte die Mühle aber bereits ein Jahr später in eine Walkmühle um, die zugleich auch Getreide mahlen konnte. Insbesondere die Familie Precemeder nutzte den Gerbgang. 1712 erwarb Jobst Carl Precemeder aus Kitzingen die Anlage für 400 Gulden, 1723 hatte seine Witwe Anna Margaretha Precemeder die Mühle inne. Anschließend gelangte die Anlage mehrere Jahrzehnte an die Familie Rost (Lorenz Rost, Witwe Margaretha Rost, Johann Leonhard Rost). In den 1740er Jahren lebten die Müller nahezu ausschließlich von der Walkmühle.
1752 gelangte Daniel Kitterlein an die Walkmühle, 1772 ist der Zimmermeister Konrad Walther aus Prettenfeld dort nachgewiesen. Zwischen 1786 und 1809 waren zwei Generationen der Familie Brühler, Georg Christoph und sein Sohn Andreas, Besitzer der Mühle. Für 1900 Gulden gelangte die Walkmühle 1820 an Johann Konrad Gernert aus Rödelsee. Fünf Jahre später war Jakob Hautsch Eigentümer. Nach der Familie Hautsch, die die Anlage nach einer Zwischenphase 1830 wieder innehatte, wurde die Mühle auch benannt. 1938 wurde die Mühle stillgelegt und der Mühlbach zugeschüttet.

## Ortsteil
Im Jahr 1875 wurde die Walkmühle als Einöde in der Gemarkung von Mainbernheim bezeichnet. Der Gemeindeteil bestand aus drei Gebäuden und war der Poststation, Pfarrei und Schule Mainbernheim zugeordnet. Letztmals wird die Mühle 1888 als Gemeindeteil aufgeführt. 
| Jahr | Einwohner | Jahr | Einwohner | Jahr | Einwohner |
| ---- | --------- | ---- | --------- | ---- | --------- |
| 1867 | 3         | 1875 | 2         | 1888 | 6         |